# Ernest Obeng
Pour les articles homonymes, voir Obeng.
Ernest Obeng (né le 8 avril 1956) est un athlète ghanéen spécialiste des épreuves de sprint. 

## Carrière
Il remporte le titre du 100 mètres à l'occasion de la première édition des Championnats d'Afrique, à Dakar, devançant avec le temps de 10 s 54 le Congolais Théophile Nkounkou. Représentant l'équipe d'Afrique lors de la Coupe du monde des nations de 1981, il se classe deuxième du 100 mètres derrière le Britannique Allan Wells. L'année suivante, Ernest Obeng décroche son deuxième titre continental consécutif lors des Championnats d'Afrique de 1982 (10 s 20), s'imposant une nouvelle fois face à Théophile Nkounkou.
Il participe aux Championnats du monde de 1983 à Helsinki où il atteint les quarts de finale après avoir établi la meilleure performance de sa carrière dès les séries en 10 s 35.

### Palmarès
| Date | Compétition            | Lieu     | Résultat | Épreuve   |
| ---- | ---------------------- | -------- | -------- | --------- |
| 1978 | Jeux africains         | Alger    | 1er      | 4 x 100 m |
| 1979 | Championnats d'Afrique | Dakar    | 1er      | 100 m     |
| 1981 | Universiade            | Bucarest | 3e       | 100 m     |
| 1982 | Championnats d'Afrique | Le Caire | 1er      | 100 m     |

### Records
| Épreuve | Performance | Lieu     | Date        |
| ------- | ----------- | -------- | ----------- |
| 100 m   | 10 s 35     | Helsinki | 7 août 1983 |